# Mark Gorski
Mark Gorski, född den 6 januari 1960 i Evanston, Illinois, är en amerikansk tävlingscyklist som tog OS-guld i cykelsprinten vid olympiska sommarspelen 1984 i Los Angeles.